# Антонович, Татьяна Михайловна
Татья́на Миха́йловна Антоно́вич (укр. Тетяна Михайлівна Антонович), девичья фамилия — Терле́цкая (укр. Терлецька; 1915—2001) — советский, украинский и американский нефролог, общественная деятельница, меценат, доктор медицинских наук (1941).

## Биография
Окончила гимназию сестер Василянок во Львове. Медицинское образование начала в Монпелье (Франция), а закончила в Вене — Венский университет, где получила учёную степень доктора медицины (1941).
В 1941—1944 годах работала в львовской университетской клинике и городской больнице (госпитале). В 1944 году выехала в Вену, затем в Мюнхен, где была врачом в Международной организации беженцев.
15 июня 1946 года вышла замуж за Емельяна Антоновича. В 1949 году вместе с мужем эмигрировала в США. Работала в медицинском центре Джорджтаунского университета инструктором, доцентом, профессором (с 1974). За 20-летний период работы награждена золотой медалью университета.
В 1968 году возглавила отделение нефрологии в Институте патологии Американских вооружённых сил. Профессиональная и научная деятельность её также связана с Университетом Дж. Вашингтона (с 1961) и Военным университетом медицинских наук.
Умерла 23 сентября 2001 года в Вашингтоне, похоронена во Львове.

## Научная деятельность
Основные труды Татьяны Михайловны посвящены поражению кровеносных сосудов почек, системной красной волчанке и изменениям в почках при СПИДе.

## Труды
- Kidney in Health and Disease. — Washington, 1967.
- Atlas of Kidney Biopsies. — Washington, 1980 (в соавторстве).
- Pathology of Systemic Lupus Erythematosus. — Washington, 1993.

## Благотворительность
В 1980 году вместе с мужем Емельяном основала фонд Емельяна и Татьяны Антонович для поддержки украинской литературы и украинистики.